# Браузеры на движке Gecko
Браузеры представляют собой перечень интернет-обозревателей, созданных на базе движка Gecko, разработанного компанией Mozilla Foundation.

## Причины использования Gecko как базы для создания других браузеров
Gecko является свободным браузерным движком с открытым, гибким исходным кодом, созданным компанией Mozilla в 1997 году. Kод программы позволяет изменять, добавлять, удалять или дорабатывать любые элементы/функции/приложения браузера.
Компания Mozilla объявила, что движок свободен для изменения и доработки. Также, если в коде Gecko происходят какие-то изменения (исправляются ошибки или баги, добавляются новые функции и т. д.), его обновлённые версии добавляются в открытый доступ, давая возможность другим разработчикам использовать полученный опыт.

## Сравнительная таблица браузеров
Компании из разных стран, взяв за основу исходный код Gecko, стали создавать свои варианты интернет-обозревателей.
| Браузер            | Год выхода | Страна     | Компания разработчик  | Платформы                                                         | Особенности | Статус проекта        |
| ------------------ | ---------- | ---------- | --------------------- | ----------------------------------------------------------------- | --- | --------------------- |
| Firefox            | 2004       | США        | Mozilla Foundation    | Windows, Linux, Macintosh, Android, iOS, Maemo, WebOS, Firefox OS | Самый популярный в мире Gecko-браузер. Поддерживает многочисленные плагины. До недавних пор не поддерживал 64-битные версии ОС. | В активной разработке |
| Waterfox           | 2011       | США        | Waterfox Project      | Windows, Macintosh, Android                                       | Разработка на базе Firefox, предназначенная для ускоренной работы на 64-битных системах. | В активной разработке |
| Cyberfox           | 2012       | Австралия  | 8pecxstudios          | Windows                                                           | Браузер имеет низкоуровневую оптимизацию под процессоры Intel или AMD, поэтому существуют отдельные версии, в том числе и для 64-бит. | Проект закрыт в 2018  |
| SeaMonkey          | 2005       | США        | Mozilla Foundation    | Windows, Linux, Macintosh, BSD                                    | Прямое продолжение браузера Netscape 6, в браузер встроен IRC клиент, электронная почта, адресная книга, вэб редактор. Интерфейс идентичен Netscape 6, есть поддержка расширений. | В активной разработке |
| Netscape Navigator | 1994       | США        | AOL                   | Windows, Linux, Macintosh, OS/2                                   | Один из старейших интернет-браузеров | Проект закрыт в 2008  |
| CometBird          | 2008       | США        | Mozilla Foundation    | Windows                                                           | Браузер, предназначенный на работу в онлайне: все закладки выполнены на сервере. Поддерживается проигрывание онлайн-видео браузером. | Проект закрыт в 2012  |
| BlackHawk          | 2011       | Словакия   | Netgate               | Windows                                                           | Вкладки браузера изолированы друг от друга, то есть каждая вкладка имеет свой отдельный процесс. Это позволяет BlackHawk не падать полностью, если в какой-то вкладке произошла ошибка, а просто закрыть вкладку. Хорошая оптимизация работы с внутренним кэшем, что обеспечивает высокую производительность. | Проект закрыт         |
| IceCat             | 2005       | США        | FSF                   | Windows, Linux, Macintosh                                         | Проект Фонда свободного программного обеспечения с целью сделать более свободный по сравнению браузер. | В активной разработке |
| IceDragon          | 2012       | США        | Comodo                | Windows                                                           | Браузер, созданный для обеспечения безопасности при пользовании интернетом. Имеет встроенный фаерволл, чёрный список сайтов и блокировщик рекламы | В активной разработке |
| Pale Moon          | 2009       | Нидерланды | Moonchild             | Windows, Linux, Macintosh, Android                                | Целый набор внутренних улучшений, цель которых повысить производительность программы. Включает в себя расширенную поддержку современных процессоров. | В активной разработке |
| Flock              | 2005       | США        | Mozilla Foundation.   | Windows, Linux, Macintosh, BSD                                    | Браузер, ориентированный на работу с социальными сетями, микроблогами и чатами. Возможность искать и загружать медиафайлы прямо браузером. Встроенный чат. | Проект закрыт в 2011  |
| Camino             | 2002       | США        | Camino Project        | Macintosh                                                         | Браузер для компьютеров Apple, созданный в стиле, характерном для Macintosh. | Проект закрыт в 2013  |
| K-Meleon           | 2000       | ???        | Саморазработка        | Windows                                                           | Самое быстрое время загрузки и минимальный жор оперативной памяти — ценой некоторых упрощений и оптимизации. | Проект закрыт в 2024  |
| Galeon             | 2000       | США        | GNOME Foundation      | Linux                                                             | Создание лёгкого и быстрого веб-браузера, лишённого дополнительной функциональности (почтового клиента, редактора веб-страниц и т. п.) и хорошо встраивающегося в среду GNOME. Эта цель частично отражена в девизе проекта — «the web, only the web» | Проект закрыт в 2008  |
| FlashFox           | 2013       | США        | Mobius Networks       | Android                                                           | Браузер для новых версий Android, поддерживающий всю функциональность Firefox. Главная особенность — поддержка технологии Flash, изъятая из Android по умолчанию. | В активной разработке |
| Orfox              | 2014       | США        | Guardian Project      | Android                                                           | Защищённый браузер с поддержкой Tor, поисковиком DuckDuckGo по умолчанию и вырезанными функциями слежки. | В активной разработке |
| Vega               | 2014       | Украина    | Soft Technology       | Android                                                           | Браузер-клон Firefox с незначительными изменениями дизайна. | В активной разработке |
| Floorp             | 2021       |            | Floorp Projects       | Windows, Linux, macOS                                             | Бесплатный веб-браузер с открытым исходным кодом, основанный на Mozilla Firefox. | В активной разработке |
| LibreWolf          | 2020       |            | LibreWolf Community   | Windows, Linux, macOS                                             | Независимый форк веб-браузера Mozilla Firefox, который ориентирован на обеспечение приватности и безопасности | В активной разработке |
| Midori             | 2007       |            | Astian                | Windows, Linux, macOS, Android                                    | Бесплатный легковесный веб-браузер с открытым исходным кодом | В активной разработке |
| Avant              | 1999       | ???        | Avant Force           | Windows                                                           | Avant Browser содержит три встроенных движка визуализации: Trident, Gecko и Webkit, это движки Internet Explorer, Mozilla Firefox и Google Chrome соответственно. Пользователи могут назначить какой либо из любимых по умолчанию и переключаться на другие, если текущий не может отобразить веб страницу корректно. Также пользователи могут определять различные движки отдельно для каждого сайта в настройках Avant Browser, что позволит автоматически переключаться между движками во время просмотра веб-сайтов. | Проект закрыт в 2020  |
| Lunascape          | 2001       | Япония     | Lunascape Corporation | Windows                                                           | Браузер, работающий на трёх движках для отображения веб-страниц — Gecko, Trident и WebKit. | В активной разработке |